# Lea-Francis

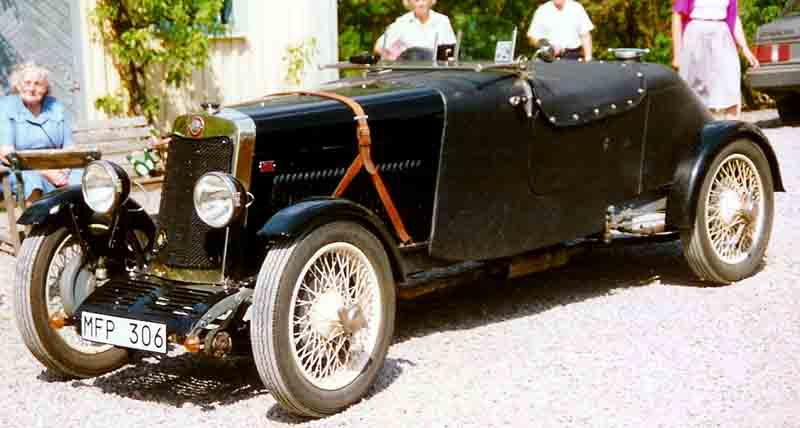
Lea-Francis Hyper Sport SS aus dem Jahre 1928

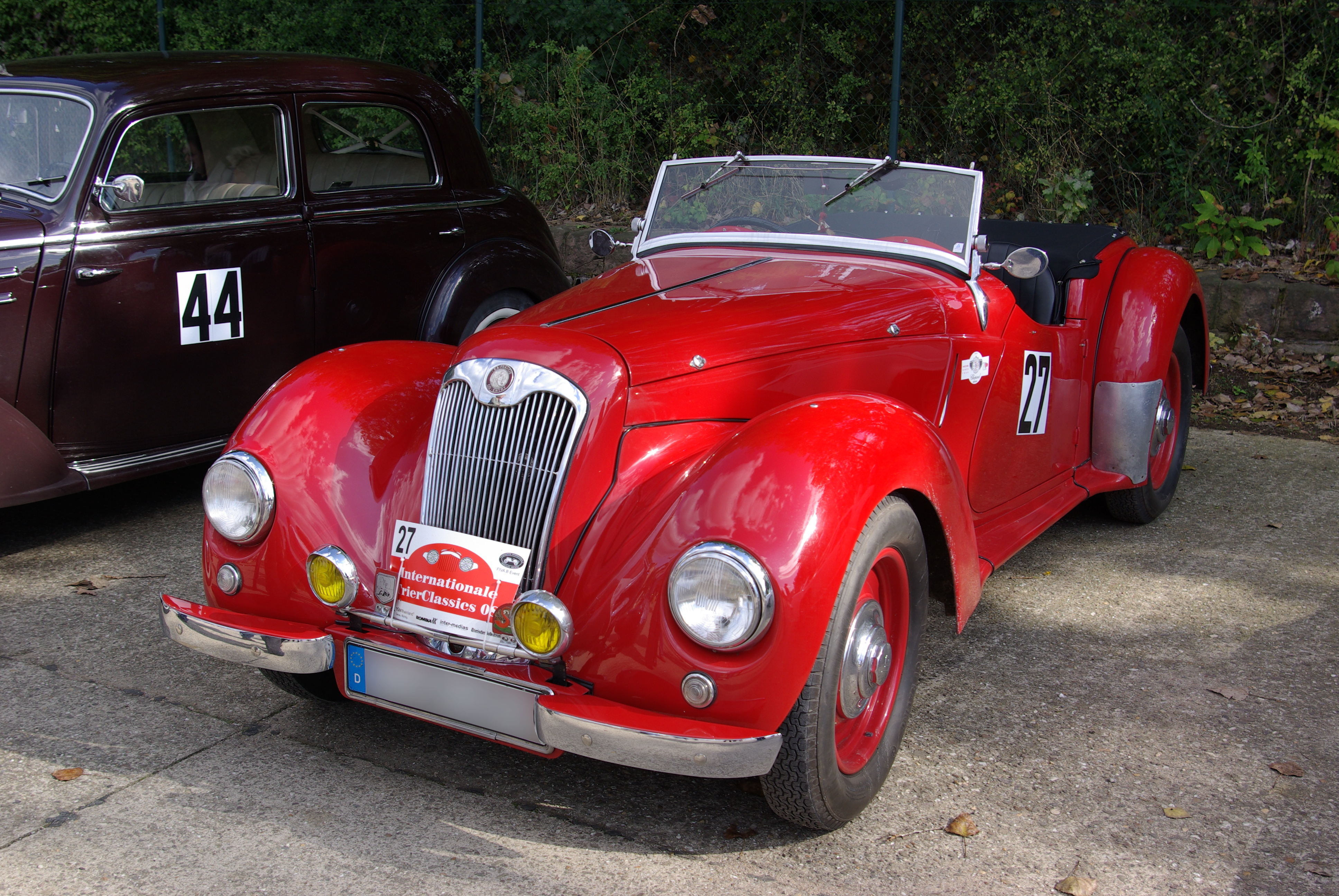
Lea-Francis HP14 Sport, Baujahr 1949

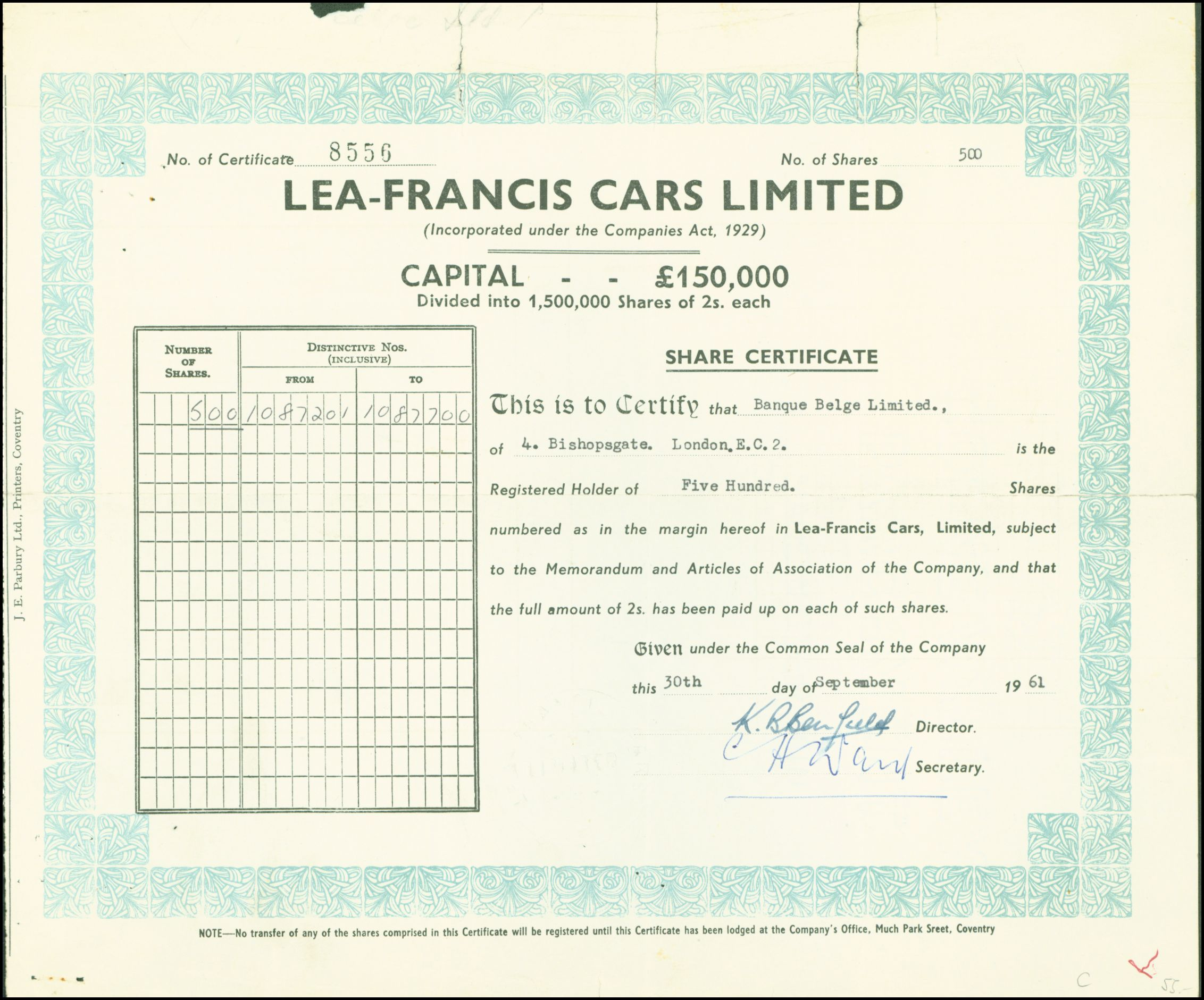
Aktie der Lea-Francis Cars Ltd. vom 30. September 1961

Lea-Francis war ein britischer Hersteller von Automobilen- und Motorrädern. In den 1950er-Jahren belieferte das Unternehmen auch Motorsport-Rennmannschaften mit Motoren.

## Unternehmensgeschichte
Lea-Francis wurde 1895 von Richard Henry Lea und Graham Francis in Coventry gegründet. Zuerst produzierte das Unternehmen Fahrräder. 1903 begann die Herstellung von Automobilen, ab 1911 wurden auch Motorräder gebaut. Zunächst waren es Kraftfahrzeuge in Lizenz für Singer, ab 1919 – ein Jahr nach Ende des Ersten Weltkriegs – Autos nach eigenen Entwürfen.
Lea-Francis fertigte sehr sportliche Fahrzeuge, so gewann ein Lea-Francis die Tourist Trophy 1928. Bis zum Beginn des Zweiten Weltkriegs produzierte Lea-Francis Pkws. Viele Chassis wurden von selbständigen Karosseriebauunternehmen individuell als Cabriolets oder Limousinen eingekleidet, einige erhielten auch Kombikarosserien im sogenannten „Woodie“-Stil, die vielfach von Scotney hergestellt wurden. Mit Kriegsausbruch stellte Lea-Francis die Produktion auf Lastkraftwagen um.
Gleich nach dem Krieg wurde die Herstellung der letzten Vorkriegsmodelle wieder aufgenommen. Die Fahrzeuge waren luxuriös, aber sehr teuer. Das Unternehmen litt trotz guter Verkaufszahlen ab Mitte der 1950er-Jahre unter unzureichenden finanziellen Mitteln. Auch Erfolge im Motorsport und die Produktion von Motoren für Monoposto-Rennwagen konnten den langsamen Niedergang nicht stoppen. Letztes Modell war das Cabriolet Lynx, das in nur drei Exemplaren hergestellt wurde. Nach rund 10.000 gebauten Einheiten musste Lea-Francis 1960 die Produktion einstellen.

## Neuanfang
Mitte der 1980er fand dann eine Neugründung mit neuem Unternehmenssitz in Castle Rock, Warwickshire statt. Ab 1987 hatte man dort in kleiner Stückzahl den Lea-Francis Ace of Spades gebaut. Dieser war ein Oldtimer nachempfundenes Fahrzeug mit modernen Stilelementen und zum Teil kantigem Design. 1998 wurde das Modell dann durch den Roadster namens Lea Francis 30/230 ersetzt. Im Laufe des Jahres 2003 wurde die Produktion erneut eingestellt.